# The Gray Race
The Gray Race is het negende studioalbum van de Amerikaanse punkband Bad Religion. Het is het eerste album sinds het vertrek van gitarist Brett Gurewitz en het tweede op het platenlabel Atlantic Records.
Het album werd tot het op twaalf na beste punkalbum van het jaar uitgeroepen door Sputnikmusic.

## Tracklist
1. "The Gray Race" – 2:06 (Greg Graffin)
2. "Them and Us" – 2:50 (Greg Graffin)
3. "A Walk" – 2:14 (Greg Graffin)
4. "Parallel" – 3:19 (Greg Graffin)
5. "Punk Rock Song" – 2:27 (Greg Graffin)
6. "Empty Causes" – 2:51 (Greg Graffin)
7. "Nobody Listens" – 1:57 (Greg Graffin)
8. "Pity the Dead" – 2:11 (Greg Graffin)
9. "Spirit Shine" – 2:11 (Greg Graffin)
10. "The Streets of America" – 3:48 (Greg Graffin)
11. "Ten in 2010" – 2:22 (Greg Graffin)
12. "Victory" – 2:36 (Greg Graffin)
13. "Drunk Sincerity" – 2:13 (Greg Graffin)
14. "Come Join Us" – 2:03 (Greg Graffin)
15. "Cease" – 2:35 (Greg Graffin)
16. "Punk Rock Song" (Duitse versie, bonusnummer) - 2:28 (Greg Graffin)

Noot: tussen haakjes staat de tekstschrijver. Door het vertrek van Brett Gurewitz zijn alle tracks door Greg Graffin geschreven.

## Medewerkers
- Greg Graffin - zang
- Brian Baker - gitaar
- Greg Hetson - gitaar
- Jay Bentley - basgitaar
- Bobby Schayer - drums